# Клей (округ, Іллінойс)
Шаблон:StateAbbr_ 38°46′ пн. ш. 88°29′ зх. д. / 38.76° пн. ш. 88.49° зх. д.
Округ Клей (англ. Clay County) — округ (графство) у штаті Іллінойс, США. Ідентифікатор округу 17025.

## Історія
Округ утворений 1824 року.

## Демографія
За даними перепису
2000 року
загальне населення округу становило 14560 осіб, зокрема міського населення було 4953, а сільського — 9607.
Серед мешканців округу чоловіків було 6987, а жінок — 7573. В окрузі було 5839 домогосподарств, 4003 родин, які мешкали в 6394 будинках.
Середній розмір родини становив 2,94.
Віковий розподіл населення поданий у таблиці:
| Стать    | До 15 років | 15-21 | 22-29 | 30-39 | 40-49 | 50-65 | 65-85 | Понад 85 |
| -------- | ----------- | ----- | ----- | ----- | ----- | ----- | ----- | -------- |
| Чоловіки | 1478        | 639   | 632   | 946   | 1066  | 1141  | 955   | 130      |
| Жінки    | 1382        | 687   | 627   | 952   | 1010  | 1208  | 1362  | 345      |

## Суміжні округи
- Еффінґгем — північ
- Джеспер — північний схід
- Ричленд — схід
- Вейн — південь
- Меріон — захід
- Фаєтт — північний захід

## Виноски
1. ↑  U.S. Decennial Census. United States Census Bureau. Архів оригіналу за 26 квітня 2015. Процитовано 4 липня 2014.
2. ↑  Historical Census Browser. University of Virginia Library. Архів оригіналу за 11 Серпня 2012. Процитовано 4 липня 2014.
3. ↑  Population of Counties by Decennial Census: 1900 to 1990. United States Census Bureau. Архів оригіналу за 24 Квітня 2014. Процитовано 4 липня 2014.
4. ↑  Census 2000 PHC-T-4. Ranking Tables for Counties: 1990 and 2000 (PDF). United States Census Bureau. Архів оригіналу (PDF) за 18 Грудня 2014. Процитовано 4 липня 2014.
5. ↑  State & County QuickFacts. United States Census Bureau. Архів оригіналу за 8 липня 2011. Процитовано 4 липня 2014.(англ.) Наведено за англійською вікіпедією.
6. ↑  American FactFinder. Бюро перепису населення США. Архів оригіналу за 29 липня 2011. Процитовано 31 січня 2008.

| США | Це незавершена стаття з географії США. Ви можете допомогти проєкту, виправивши або дописавши її. |